# Пол Ритер
Пол Ритер (енгл. Paul Ritter; по рођењу Сајмон Пол Адамс енгл. Simon Paul Adams; 20. децембар 1966 — Кент, 5. април 2021) биo је енглески филмски, телевизијски и позоришни глумац. Најпознатији је по улогама у филмовима Хари Потер и Полукрвни Принц, Зрно утехе као и по улози у ситкому Friday Night Dinner, односно мини-серији Чернобиљ. Такође је глумио и у остварењима Рамбов син, Орао, Вера, Хенријада и Последње краљевство.
Ритер је преминуо од последица тумора на мозгу у 55. години живота.

## Признања
| Година | Признање/Догађај                       | Категорија                                                 | Остварење | Резултат   | Реф.  |
| ------ | -------------------------------------- | ---------------------------------------------------------- | --------- | ---------- | ----- |
| 2006.  | Награда Лоренса Оливијеа               | Најбољи глумац у споредној улози                           |           | Номинација | [ 5 ] |
| 2009.  | Награда Тони                           | Најбољи глумац у главној улози                             |           | Номинација | [ 6 ] |
| 2019.  | Онлајн филсмко и телевизијско удружење | Најбољи ансамбл у филму или серији поделио са целом екипом | Чернобиљ  | Номинација | [ 7 ] |